# Manuel Rivas Pastor
Manuel Rivas Pastor (Jaén; 13 de julio de 1960) es un Gran Maestro Internacional de ajedrez español.
En la lista de enero de 2008 de la FIDE, Rivas tiene un ELO de 2505 puntos, ocupando el puesto 16 del ranking de España. 
Manuel Rivas tiene un estilo de corte posicional. Entre su repertorio de aperturas se encuentra la Apertura inglesa y la Defensa Rivas (similar a la Defensa moderna).

## Campeonatos de España
Rivas ha ganado cuatro veces el Campeonato de España de ajedrez absoluto, en 1978 superando al gran maestro José Luis Fernández García, en 1979 superando al maestro internacional Ángel Martín González, en 1981 superando al jugador Manuel Gallego y en 1991 superando al gran maestro Miguel Illescas. En los últimos años también ha participado en el Campeonato de España, pero con menos fortuna. Su última actuación en el Campeonato de España absoluto fue en 2006 donde terminó 11º.
Rivas también ha participado con éxito en otros campeonatos de España. Venció el V Campeonato de España de ajedrez abierto en Lorca en 2005 con 7.5/9. por delante de Salvador Gabriel Del Río Angelis. Fue dos veces campeón de España juvenil en los años 1977 y 1979.
Fue primer tablero de Andalucía en el Campeonato de España de Selecciones autonómicas, terminando cuarto por equipos y ganando la medalla de plata por tableros con 4/5.
Rivas ha participado en los últimos Campeonatos de España de clubes. Sus resultados han sido:
- 2007: 7º tablero del Reverté Albox Almería, 4º del Grupo I de División de Honor, 2.5/4 (+1 =3 -0).
- 2006: 8º tablero del Reverté Albox Almería, 4º de División de Honor, (+2 =3 -0).

## Competiciones oficiales internacionales
Manuel Rivas ha participado en cinco Olimpíadas de ajedrez haciendo un total de 26/46 puntos (+15 = 22 -9). Sus resultados detallados son:
- Buenos Aires (1978): 2º reserva, 9º por equipos, 3/5 (+2 =2 -1).
- La Valetta (1980): 4º tablero, 26º por equipos, 7/12 (+5 =4 -3).
- Tesalónica (1984): Primer tablero, 27º por equipos, 4/7 (+2 =4 -1).
- Tesalónica (1988): 2º tablero, 22º por equipos, 7/11 (+4 =6 -1).
- Manila (1992): Primer tablero, 41.º por equipos, 5/11 (+2 =6 -3).

También ha participado en dos ediciones del Campeonato de Europa de ajedrez por equipos haciendo un total de 8/15 puntos (+6 = 4 - 5). Sus resultados detallados son:
- Haifa (1989): Primer tablero, 15º por equipos, 4/8 (+2 =4 -2).
- Debrecen (1992): Primer tablero, 18º por equipos, 4/7 (+4 =0 -3).

## Victorias notables
Muy famosa fue la partida que ganó, con tan solo 19 años a Víktor Korchnói, por entonces subcampeón del mundo, en el Torneo Internacional de Ajedrez Ciudad de Linares de 1979.
Manuel Rivas - Viktor Korchnoi, Linares (1979), Defensa india de dama (E12) 1.d4 Cf6 2.c4 e6 3.Cf3 b6 4.Af4 Ab7 5.e3 Cc6 6.Cc3 Ab4 7.Ad3 Axc3+ 8.bxc3 Ce7 9.Dc2 Cg6 10.Ag5 Axf3 11.gxf3 h6 12.Axf6 Dxf6 13.f4 Ch4 14.Ae2 O-O 15.De4 De7 16.Tg1 f5 17.Dc2 d6 18.O-O-O Rh8 19.Rb1 Tad8 20.Ad3 e5 21.Tg3 e4 22.Ae2 c5 23.Tgg1 Tg8 24.Da4 g5 25.fxg5 hxg5 26.Dc6 Rh7 27.Td2 Tg7 28.Ra1 Dd7 29.Dd5 Cg6 30.dxc5 bxc5 31.Tb2 Rh6 32.f3 Te8 33.Tgb1 exf3 34.Dxf3 Ch4 35.Dh5+ 1-0